# Angelca Žerovnik
Angelca Žerovnik, slovenska defektologinja (specialna pedagoginja), političarka, svetovna popotnica in potopiska, * 11. maj  1944, Golobinjek, Planina pri Sevnici

## Življenjepis
Angelca Žerovnik se je rodila 11. maja 1944 v Golobinjeku, Planina pri Sevnici. Od leta 1976 živi z družino v Komendi.
Po diplomi na Defektološki fakulteti v Zagrebu (1972) je doktorirala na Pedagoški fakulteti v Ljubljani (1995). Prej je na defektološki fakulteti v Beogradu opravila doktorski izpit in napisala disertacijo z naslovom Vaspitanje i obrazovanje dece sa blažim smetnjanjama u intelektualnem razvoju, ki pa je zaradi vojne (1991 - 2001) iz varnostnih razlogov ni mogla zagovarjati. Kot profesorica defektologije je poučevala na osnovni šoli Janeza Levca v Ljubljani, kasneje še na osnovni šoli Ledina – bolnišnična šola, v Ljubljani, nato od leta 1975 do upokojitve na Pedagoškem inštitutu v Ljubljani kot raziskovalka in znanstvena sodelavka. Poleg rednega dela je na Pedagoškem inštitutu od leta 1994 – 1997 opravljala funkcijo pomočnika direktorja Inštituta. Kot iskana strokovnjakinja še vedno dela na Centru za izvenbolnišnično psihiatrijo na Polikliniki v Ljubljani z otroki, mladino ter njihovimi starši in učitelji. Velikokrat je predavala doma in v tujini (v Italiji, Avstriji in Argentini). V Sloveniji skoraj ni šole ali župnije, kjer ne bi spregovorila najrazličnejšim poslušalcem (učiteljem, vzgojiteljem, kmečkim ženam, župljanom, mladini, tudi zdravnikom). Tri leta je v Komendi vodila občestvo izobražencev, kamor so prihajali predavati različni vidni strokovnjaki iz Slovenije in zamejstva. Objavila je preko 600 strokovnih in poljudnih prispevkov.
V prvi slovenski skupščini, decembra 1992, je bila poslanka v Zboru združenega dela, posebej zadolžena za področje raziskovanja in znanosti. Poleg tega je bila članica Strokovnega sveta Republike Slovenije za šolstvo in šport in Komisije za pregled dela pri prenovi šolstva v Republiki Sloveniji. Bila je predsednica Komisije za usmerjanje otrok s posebnimi potrebami in članica senatnega odbora pa Zavodu Republike Slovenije za šolstvo. Kar 22 let je bila članica Komisije Pravičnost in mir pri Slovenski škofovski konferenci. Že 25 let je predsednica Društva narodnih noš na Komendskem. Od ustanovitve Petra Pavla Glavarja leta 1999 – 2016 je vodila odbor za dodeljevanje štipendij dijakom in študentom.

### Knjige
- Potovanja: doživljanje sveta iz prve roke. Komenda: samozal. M. Žerovnik, 2016. 417 str., ilustr., zvd. (COBISS)
- 25 let Društva narodnih noš na Komendskem ( 2019) (COBISS)
- O narodni noši: Društvo narodnih noš na Komendskem (2003)(COBISS)
- Otroci s posebnimi potrebami (2004) Pogovor o vzgoji. 2. Natis (1992)8(COBISS)
- Izbrana poglavja o vzgoji (1994) (COBISS)
- Pedagogika družinskega ognjišča (1996)  (COBISS)
- Družina vzgaja za vrednote (1993) (COBISS)
- Igrajmo se, premagajmo težave: vaje za otroke s specifičnimi učnimi težavami (1990) (COBISS)

- Papua: kanibalizem v gorskem svetu ni izključen (2024)

### Priročniki
- Priročnik z vajami za delo z učenci, ki imajo specifične učne težave (1979)  (COBISS)
- Priročnik z vajami za delo z učenci, ki imajo specifične učne težave. Del 2 (1979) (COBISS)
- Priručnik za rad sa učenicima koji imaju specifične smetnje u nastavi početnog čitanja i pisanja, (Edicija Savremeno obrazovanje, 4), (Biblioteka Priručnici) (1982) (COBISS)

### Raziskave
- Vzgoja in izobraževanje otrok z motnjami v telesnem in duševnem razvoju (1980)(COBISS)
- Vzgoja in izobraževanje otrok z motnjami v telesnem in duševnem razvoju v procesu integracije (1983) (COBISS)
- Vrednotenje vzgojnoizobraževalnih programov v usmerjenem izobraževanju, ki so prilagojeni za učence z motnjami v telesnem in duševnem razvoju : [raziskovalna naloga] (1984)(COBISS)
- Učenci na meji normalnih duševnih sposobnosti v osnovni šoli,didaktično metodični vidiki, (Vzgoja in izobraževanje v osnovni šoli) (1985) (COBISS)
- Preobrazba in posodabljanje sistema in procesa vzgoje in izobraževanja (1988) (COBISS)]
- Zgodnji interventni programi za otroke in mladino z motnjami v razvoju, (Preobrazba in posodabljanje sistema vzgoje in izobraževanja) (1989) (COBISS)
- Pogovor o vzgoji. 2. Natis (1992) (COBISS)
- Izbrana poglavja o vzgoji (1994) (COBISS)
- Družina v socializacijskih procesih družbe (1996) (COBISS)

### Strokovni prispevki
- Igrajmo se, premagajmo težave : vaje za otroke s specifičnimi učnimi težavami  (1970) (COBISS)
- Šolska učna zmogljivost in prilagajanje osnovne šole manj sposobnim učencem, Šola in razvoj osebnosti, Program življenja in dela šole v funkciji razvoja osebnosti (1987) (COBISS)
- Šolska učna zmogljivost in prilagajanje osnovne šole manj sposobnim učencem, Drugačnost otrok v naši šoli (1987) (COBISS)
- Vzgoja in izobraževanje otrok v bolnišnici : I. faza (1987) (COBISS)
- Razvoj posebne šole ob 30-letni osnovni šoli (1989) (COBISS)
- Kako urejamo medsebojne odnose v šoli (1991) (COBISS)
- Vzgoja in izobraževanje morata dati življenjski zgled (1993) (COBISS)
- Vzgoja v zbranosti (1993) (COBISS)
- Vzgoja za vrednote v družini (1993) (COBISS)
- Za prenovo slovenske pedagogike. Družina : slovenski katoliški tednik, ISSN 0416-3885. [Tiskana izd.], 1993 (COBISS)
- Discussing education = Pogovor o vzgoji (1994) (COBISS)
- Senzabilizacija vzgojiteljice za vzgojni proces (1994) [COBISS.SI-ID 45972480(COBISS)
- Svetovni nazor in svetovnonazorska praznina med mladimi (1994) [COBISS.SI-ID 45797888(COBISS)
- Zakaj je toliko težav pri učenju (1994) [COBISS.SI-ID 45900032(COBISS)
- Agresivni vedenjski odzivi in vzgoja (1995) (COBISS)
- Agresivni vedenjski odzivi in vzgoja (1995) (COBISS)
- O etičnem kodeksu učiteljev. Vzgoja in izobraževanje: revija za teoretična in praktična vprašanja vzgojno izobraževalnega dela, ISSN 0350-5065 (1995) (COBISS)
- Počitek, spanje, bioritem,ISSN 0354-0421 (1995) (COBISS)
- Skrb za učno manj uspešne učence v osnovnem izobraževanju, Problemi in rešitve zgodnjega všolanja otrok : primerjalna analiza izkušenj od vstopa otrok v šolo do zaključka prve stopnje obveznega šolanja v nekaterih evropskih državah in pri nas (1995) (COBISS)
- Svetovalni centri v Belgiji, ISSN 0350-7521 (1995) (COBISS)
- Šola med vrednoto znanja in diskriminativno funkcijo, Vzgoja, vrednote, cilji (1996) (COBISS)
- Vrednote na podeželju (1996) (COBISS)
- Vzgoja otrok za varnost in zaupanje (1996) (COBISS)
- Etična vzgoja: zbornik simpozija (1997) (COBISS)
- Med znanstveno raziskovalnim delom in birokracijo., Znanje za razvoj slovenske družbe : "Delavnica 97" (1997) (COBISS)
- Vrednote v političnem in izobraževalnem procesu ali vzgoja za demokracijo,  ISSN 0354-0421 (1997) (COBISS)
- Zasvojenost. Naša družina (1997) (COBISS)
- Družina in šola v socializacijskih procesih družbe: zaključno poročilo o rezultatih raziskovalnega projekta (1998) (COBISS)
- Femin'izem in matriarhalni princip v vzgoji, ISSN 0354-0421 (1998) (COBISS)
- Povezovanje družine in šole v Sloveniji in nekaterih drugih državah (1998) (COBISS)
- Vzgoja nekoč in danes, ISSN 1318-9069 (1998) (COBISS)]
- Dolžnostna razmerja: da bi bil učiteljski poklic spoštovan,  ISSN 0354-0421 (1999) (COBISS)
- Družbene spremembe in izobraževanja,  ISSN 0353-9369 (1998/99)  (COBISS)
- Enake možnosti za vse učence, ISSN 1580-0482 ( 2002) (COBISS)
- Obremenjenost in preobremenjenost s šolskim delom, ISSN 1580-0482 (2004) (COBISS)
- Aspergerjev sindrom (2007) (COBISS)

### Študij
- Diploma po študiju na Visoki defektološki školi Sveučilišta v Zagrebu z doseženo stopnjo profesorja defektologije (1972). Podatki o diplomi so razvidni v NUK-u, Ljubljana
- Doktorska disertacija: Vzgoja in izobraževanje otrok s specifičnimi učnimi težavami (1995)  (COBISS)

### Priznanja
- Častna članica Društva katoliških pedagogov Slovenije (27. 9. 2008)
- Priznanje in plaketa zaslužnega člana za ustanovitev kluba ter dvajsetletno zvestobo in predavateljsko vlogo, Gorniški klub dr. Henrik Tuma, Ljubljana (8. oktober 2015)
- Srebrno priznanje občine Komenda (15. 5. 2018)
- Zahvala Zavoda sv. Stanislava za požrtvovalno delo v odboru za ustanovitev Škofijske klasične gimnazije v Ljubljani Šentvid (7. 11. 2018)
- Zlata Maroltova značka za 15. letno udejstvovanje na področju ljubiteljske folklore (22. 2. 2019)
- Zahvala za sprejetje Temeljne ustavne listine o samostojnosti in neodvisnosti Republike Slovenije in drugih osamosvojitvenih aktov. Društvo poslance 90 (december 2021)